# Fritz Schönpflug

Oberleutnant Fritz Schönpflug, 1916 am Isonzo

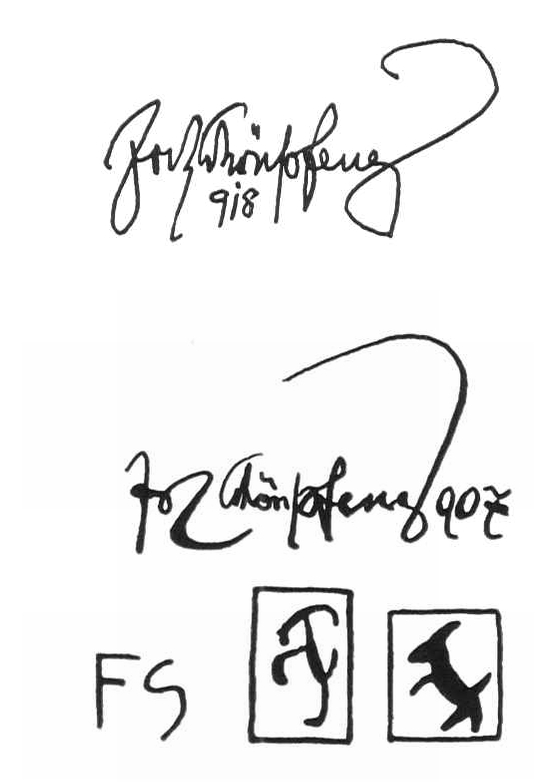
Signaturen von Fritz Schönpflug

Fritz Schönpflug (* 15. Juni 1873 in Wien; † 18. Februar 1951 ebenda) war ein österreichischer Karikaturist, Maler, Grafiker und Ansichtskartenkünstler.

## Biografie

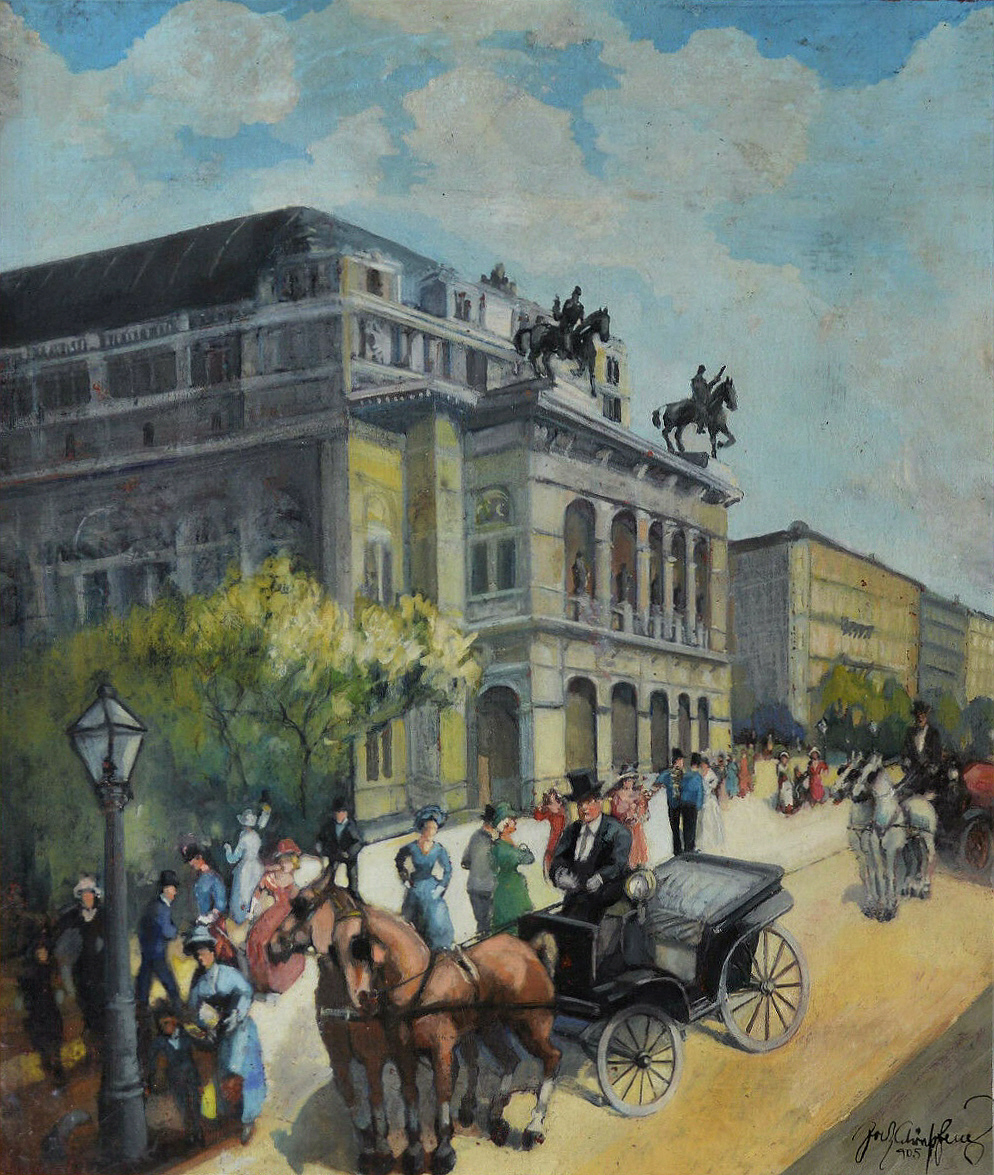
Fritz Schönpflug: An der Hofoper, 1905

Schönpflugs Ausbildung war weitgehend autodidaktisch. Er war Mitbegründer und künstlerischer Leiter der humoristischen Wochenschrift „Die Muskete“ (1905–1941), arbeitete aber auch für andere Zeitschriften, wie die „Wiener fliegenden Blätter“, den „Wiener Figaro“, die „Bombe“ und den „Sketch“ aus London. Außerdem war er ein exzellenter Pferdezeichner. Als Ansichtskartenkünstler ist er für seine Darstellungen von Wiener Typen und Karikaturen aus dem Leben in der k.u.k. Armee bekannt. Für den Wiener Postkartenverlag Brüder Kohn Wien (BKW) schuf er rund 1000 Vorlagen. Schönpflug entwarf aber auch Reklameplakate, u. a. Warnhinweise für Fahrgäste der Wiener Straßenbahnen (1910) sowie Umschlagzeichnungen von Broschuren.
Schönpflug schuf allerdings auch gemeinsam mit Theo Zasche und M. J. Leuthe eine Reihe antisemitischer Hetzkarikaturen für die christlichsoziale „Reichspost“ und ihr Nebenblatt „Wiener Stimmen“.
Schönpflug war von 1906 bis 1936 Mitglied des Wiener Künstlerhauses, 1949 wurde er mit dem Titel Professor ausgezeichnet.
Bestattet ist er in einem ehrenhalber gewidmeten Grab auf Baumgartner Friedhof (Gruppe E, Nr. 72).

## Werke
Buchveröffentlichungen zu Lebzeiten
- Herr August Meier der Hochtourist und wie er ein solcher geworden ist! Zusamm’gemacht mit Kunst und Witz von Legwarth Franz und Schönpflug Fritz. Moritz Perles, Wien o. J. (um 1900).
- Kriegsvolk. Inhalt: Die Heldenmutter. – Das rauhe Kriegshandwerk. – Der Feldherr. – Kriegsrat. – Kriegsknechte. – Die domerude Feldschlange. – Hurrah! Der Feldchirurg. – In den Tod! – Friedensglück. – Die Heerschau. – Des Kriegers Ende. C.W. Stern, Wien 1903.
- Der Arzt. Wien 1906.
- Krieg im Frieden. 16 Bilder aus dem Militärleben. Huber & Lahme, Wien 1910.
- Max Schönowsky von Schönwies: Militärische Knabenspiele. K.K. Schulbücher-Verlag, Wien 1910.
- Habt acht! 244 militärische Anekdoten und Witze. Mit Originalzeichnungen von Fritz Schönpflug. Moritz Perles, Wien 1910.
- Nicht mucksen! 233 Anekdoten von „Unseren Erziehern“. Hrsg. von der humoristischen Wochenschrift „Die Muskete“. Verlag Perles, Wien 1910.
- Rudolf Jeremias Kreutz: Aus dem Affenkasten der Welt und anderes. Hrsg. von der humoristischen Wochenschrift „Die Muskete“. Verlag Perles, Wien 1914.
- Hermann Wagner: Österreichische Kleinstadttypen. Hrsg. von der Humoristischen Wochenschrift „Die Muskete“. Verlag Perles, Wien 1914.
- Ramaturi: Das Tugendschwein.  Mit 15 Federzeichnungen von Fritz Schönpflug und Karl Benedek. C. Barth, Wien u. a. 1920.
- Alfred Deutsch-German (Vorrede): Die besten Tiergeschichten. Verlag der Volks-Zeitung, Wien 1926.
- Gottfried Andreas (Hrsg.): Gesellschaftlicher Wegweiser für alle Lebenslagen. Verlag Andreas, Weidlingau-Wien 1930.

Umschlagzeichnungen für
- August Einspinner: Auf dalmatinischen Forts. Verlag der k.k. Universitätsbuchhandlung Georg Szelinski, Wien 1908.
- Leopold Tritsch: Allerlei von Herrn Murks : humoristische Schilderungen aus dem Geschäftsleben. Huber & Lahme, Wien 1909.
- Alfred Polgar, Egon Friedell: Soldatenleben im Frieden : ein zensurgerechtes Militärstück, in das jede Offizierstochter ihren Vater ohne Bedenken führen kann. Wien : Heller, 1910.
- Hermann Drawe: Unter Vagabunden : Skizzen aus der Verbrecherwelt. Verlag von Huber & Lahme Nachfg., Wien 1910.
- Fritz Stüber-Gunther: Du alter Stefansturm … Heitere u. ernstere Wiener Skizzen. Mohr, Wien 1913.[3]

Posthume Buchveröffentlichungen
- Hermann A. Funke: Rösser mit Mucken. Kurzweil für Reiter und Fahrer. Illustriert von Fritz Schönpflug. Verlag Gerlach & Wiedling, Wien 1948.
- Peter Schönpflug (Hrsg.): Fritz Schönpflug. Wien 1873–1951. Ein Leben für Kunst und Humor. Meister in der Darstellung der Typen der K.u.K. Armee und Alt-Wiens. H. Geyer, Wien 1962.
- Minna Pixner[Anmerkung 1] (Hrsg.): Wien anno dazumal. Mit einer Einführung und Erläuterungen von Ulrich Ewald. Tusch, Wien 1977.
- Minna Pixner (Hrsg.): Herbstmanöver. Mit einer Einführung und Erläuterungen von Ulrich Ewald. Tusch, Wien 1977.
- Minna Pixner (Hrsg.): Aus der Gesellschaft. Mit einer Einführung und Erläuterungen von Ulrich Ewald. Tusch, Wien 1977.
- Minna Pixner (Hrsg.): Preußens Gloria. Mit einer Einführung und Erläuterungen von Ulrich Ewald. Tusch, Wien 1977.